# Fiat G.50 Freccia
Fiat G.50 Freccia (italienska: "Pil") var ett italienskt jaktplan som tjänstgjorde under det andra världskriget. Det var det första italienska monojaktplanet som började serietillverkas. Flygplanet var lågvingat, hade infällbart landställ och (ursprungligen) en sluten sittbrunn. De italienska piloterna kände sig dock obekväma med flyghuven och den togs bort i de serietillverkade exemplaren. 

## Utveckling
Efter att det italienska luftfartsministeriet utfärdat en beställning år 1935 började Giuseppe Gabrielli, chefsdesigner hos Fiat skissa på det jaktplan som skulle komma att bli Fiat G.50. Den italienska flygindustrin kunde vid denna tidpunkt inte bygga en lämplig motor för flygplanet så Alfa Romeo skaffade sig en tillverkningslicens för den tyska motorn Daimler-Benz DB601Aa. Detta inledde en ny era bland Fiats flygplan och även bland övriga italienska jaktplanskonstruktioner. De tyska, vattenkylda motorerna gjorde att det italienska jaktplanet kunde visa upp sitt stridsvärde. Alfa Romeo kunde dock inte tillgodose hela den efterfrågan som krävdes för Italiens krigsinsats. Prototypen lyfte för första gången vid Marina di Pisa den 26 januari 1937 med piloten Giovanni de Briganti bakom spakarna. Man observerade vissa problem i längsgående stabilitet och vibrationer, men dessa kunde arbetas bort innan flygplanet sattes i serieproduktion. Efter att de 12 första förproducerade jaktplanen färdigställts sändes de till Spanien på hösten 1938. Baserat på de erfarenheter man erhöll gjorde man en serie modifieringar. Bland annat var de italienska piloterna missnöjda med flyghuven och när man tog bort den var man tvungen att konstruera om flygkroppen för att inte vindströmmarna skulle störa sidostabilisatorerna. Därtill installerade man syrgas, ett oberoende startsystem och hjulbromsar. Efter dessa modifikationer kunde serieproduktionen komma i gång på våren 1939. Tillverkare var Fiat Aviazone, Torino och CMASA i Marina di Pisa i Italien. 
Sammanlagt byggdes cirka 780 jaktplan av typen Fiat G.50, av vilka 35 såldes till Finland. 9 flygplan av typen G.50bis och en G.50B såldes till Kroatien, vilken även är det enda museiexemplaret i världen i dag. 

## Operationell historia
Det italienska flygvapnet, Regia Aeronautica, tog omedelbart flygplanet i tjänst när det började serietillverkas. Den första enheten som flög med G.50 blev 22° Gruppo/51° Stormo på våren 1939. På sommaren 1940 deltog jaktplanet i slaget om Storbritannien från erövrade franska och belgiska flygfält. På grund av sin korta räckvidd sändes grupperna 24° Gruppo och 154° Gruppo till Albanien för att delta i aktioner mot grekerna. G.50 kom huvudsakligen att se tjänst i Medelhavsområdet och i Nordafrika med bland annat 2°, 155°, 24°, och 151° Gruppo. Man prövade även i mindre skala på att nyttja flygplanet som ett bombplan genom att bombfästen monterades vid frontförbanden. De sista stridsuppdragen för det italienska flygvapnet utfördes i augusti 1943 när man försökte avvärja den allierade landstigningen vid Sicilien I striderna deltog ett 60-tal G.50-plan av vilka hälften förlorades. Kort därefter drogs de återstående G.50:orna bort från den främsta linjen och användes vid träning. De flygplan som sålts till kroaterna användes för bekämpning av partisaner. När Italien begärde vapenvila år 1943 var enbart ett litet antal G.50-jaktplan kvar i italiensk tjänst. Ett fåtal användes senare av Aeronautica Nazionale Repubblicana, det vill säga det italienska flygvapen som stred på de allierades sida.

## Användning i Finland
Jaktplanet G.50 kom att bli mest framgångsrikt i sin medverkan under de två finländska krigen, Vinterkriget 1939-1940 och Fortsättningskriget 1941-1944, mot Sovjetunionen. Dessa jaktplan anlände så sent under Vinterkriget att de inte hann påverka utgången av luftstriderna, vintern 1940. Detta oaktat vanns 13 luftsegrar på en mycket kort tid med G.50 och under 1941 och tidigt under 1942 var det mycket framgångsrikt. 

### Införskaffning
Löjtnanten i reserven, Tapani Harmaja, bror till den berömde poeten Saima Harmaja, var en av testpiloterna som deltog i anskaffningen av de första 25 flygplanen. Vid en testflygning över flygfältet i Torino slog han nytt rekord i dykhastighet när han uppnådde 800 km/h, varvid flygplanet erhöll skador. Harmaja, som inte rökte, fick ett gyllene cigarettetui av Fiat-ledningen för bedriften. Han kom senare att stupa i en luftstrid över Viborg den 1 februari 1940. Ett liknande gyllene cigarettetui ges ännu i denna dag som pris av Försvarshögskolans gille till den bästa piloten bland officerseleverna. 
Under Vinterkriget, den 31 januari 1940 gjorde man en tilläggsbeställning om 10 flygplan. Transporten till Finland försvårades på grund av att Tyskland hade ingått Molotov–Ribbentroppakten och tyskarna som ville hedra uppgörelsen förhindrade att flygplanen transporterades via Tyskland och Sverige till Finland. Man hann transportera två flygplan enligt de ursprungliga planerna, i december 1939, via Sassnitzin till Malmö, där de monterades ihop. De övriga flygplanen transporterades sjöledes till Göteborg. 17 av flygplanen monterades av SAAB:s fabrik i Trollhättan och de övriga 16 på Torslandas flygfält i Göteborg. Testflygningarna utfördes i Trollhättan, varifrån de flögs till Finland via Västerås. Sammanlagt hann 26 flygplan fram innan Vinterkriget tog slut. Det första G.50-planet anlände till Finland den 18 december 1939, det sista den 19 juni 1940. Typens registerbeteckning i Finland var FA och de flygplansspecifika beteckningarna var FA-1 - FA-6 och FA-9 - FA-35.

### Fortsättningskriget
Fiat G.50 var som mest framgångsrikt under 1941. År 1942 börjades Sovjetunionen få tillgång till flera och bättre jaktplan och även de finländska G.50-flygplanens kondition började försämras eftersom det var svårt att få reservdelar. Därför kom antalet flygdugliga G.50-plan att minska vartefter tiden gick.
Flygdivisionen LLv 26, vars tre grupper flög med Fiatplanen, nyttjade mellan februari 1940 och februari 1944 flygfältet i Jorois, för att bland annat understöda den Karelska arméns anfall som inleddes den 10 juli 1941. Divisionen hade även ett stort antal operationsfält som man nyttjade, däribland flygfälten i Rantasalmi, Joensuu och Värtsilä. På midsommardagen lyckades divisionen med bravaden att skjuta ner samtliga 15 ryska SB-2bis -bombplan i det 72:a Snabba bombregementet under ett sovjetiskt bombanfall. I augusti 1941 flyttade divisionen till Lunkula och slutligen den 16 september 1941 till Immola efter att striderna lugnat ner sig vid Aunusnäset. År 1942 skötte divisionens grupper växelvis bevakningen av Helsingforsområdet från Helsingfors-Malm flygplats. Vid detta skede hade man sällan mer än 10 Fiatplan flygdugliga samtidigt, vilket inverkade menligt på flygverksamheten. I juni flyttade huvuddelen av divisionen till flygfältet i Kilpasilla för att komma närmare frontlinjerna. I slutet av 1942 och hela år 1943 flög man mycket begränsat med dessa jaktplan och eftersom även de sovjetiska flygplanen höll sig ganska lugna så kom man sällan i stridskontakt.
Flygdivisionen LLv 26 uppnådde 88 luftsegrar med denna flygplanstyp mot en förlust av 12 flygplan, varav enbart två i luftstrid. De mest framgångsrika Fiatpiloterna var flygmästare Oiva Tuominen (23 segrar), löjtnant Olli Puhakka (11), fänrik Nils Trontti (6), översergeant Onni Paronen (4 1/2), kapten Urho Nieminen (4) och flygmästare Lasse Lautamäki (4).
I början av 1944 drogs flygplanen bort från den operationella användningen och användes för skolning, först vid jaktdivisionen HLeLv 30 och senare vid TLeLv 35 vid Flygstridsskolan i Kauhava. Flygplanet användes som mellansteg när man gick från grundskolplan till jaktplan.

### Efter kriget
De flesta av Fiatplanen fortsatte att användas för skolning mellan åren 1944 och 1946 med undantag för två stycken som användes som förbindelseplan hos divisionen HLeLv 23. Den sista flygningen med flygplanstypen skedde i Kauhava den 13 december 1946 och alla kvarvarande flygplan avskrevs slutligen den 2 januari 1950.

## Versioner

### Prototyper
- G.50, den första prototypen som byggdes i två exemplar för att lösa stabilitetsproblemen.
- G.50ter, en prototyp med starkare motor (Fiat A.76, 1 000 hk) som testflögs i juni 1941. Planet kom upp i en maxhastighet av 530 km/h.
- G.50V, utrustad med Alfa Romeos licenstillverkade Daimler-Benz DB 601A-motor, testflögs i augusti 1941. Planet kom upp i en maxhastighet av 580 km/h.
- G.50bis/A, en prototyp för ett tvåsitsigt jaktbombplan som var tänkt för bruk ombord på stödfartygen (de ombyggda handelsfartygen) Aquila och Sparviero. Prototypen hade ett vingspann som var 140 cm bredare, en förbättrade bestyckning (4 × 12,7 mm kulsprutor) och möjlighet att bära 250 kg bomber. Provflögs i oktober 1942.

### Produktionsversioner
- G.50, förserie. Utrustad med stängbar huv. Byggdes i 45 exemplar.

- G.50, den egentliga produktionsserien. Byggdes i 206 exemplar.

- G.50bis, en på stridserfarenheter baserad, förbättrad version. Utrustad med extra bepansring och större bränsletankar, därtill byttes radioapparaterna ut mot effektivare utrustning. Byggdes i 421 exemplar, de sista på våren 1942.

- G.50B och G.50bis/B, tvåsitsigt skolflygplan med dubbelreglage. Byggdes i 108 exemplar av CMASA.

## Överlevande G.50:or
En G.50bis finns bevarad vid det Jugoslaviska flygplansmuseet i Surčin, nära Belgrads flygfält där den för tillfället restaureras. 

## Operatörer
- Finland
- Italien
- Kroatien
- Spanien

## Sekvens
G.30 - 
G.46 - 
G.49 - 
G.50 -
G.51 - 
G.52 - 
G.55

## Övriga källor
- Mondey, David - The Hamlyn Concise Guide to Axis Aircraft of World War II - Chancellor press 2004 - ISBN 1-85152-966-7